# Persona 5 Strikers
Persona 5 Strikers, lanzado en Japón como Persona 5 Scramble: The Phantom Strikers (ペルソナ5スクランブルザ ファントムストライカーズ Hepburn: Perusona Faibu Sukuranburu: Za Fantomu Sutoraikāzu), es un videojuego de rol de acción desarrollado por Koei Tecmo y Atlus para las consolas PlayStation 4, Nintendo Switch y Microsoft Windows. Se trata de la continuación directa del videojuego Persona 5. Fue distribuido por Atlus y Koch Media, teniendo su lanzamiento en Japón el 20 de febrero de 2020 y el 23 de febrero de 2021 en el resto del mundo.
Los eventos de Persona 5 Strikers se desarrollan cuatro meses después del final de Persona 5 y narran las aventuras de Ren Amamiya y Morgana, junto con el resto de sus compañeros Ladrones Fantasma, que les llevaran a investigar una serie de extraños sucesos que se están produciendo por todo Japón.

## Argumento

### Introducción y personajes
Persona 5 Strikers se desarrolla cuatro meses después de los eventos ocurridos en Persona 5 y nos pone nuevamente en la piel de Ren Amamiya y del resto de miembros de los Ladrones Fantasma en una nueva aventura que les lleva a recorrer Japón, a través de localizaciones como Tokio, Sendai, Sapporo, Kioto, Okinawa y Osaka.
Los personajes viajan nuevamente al Metaverso, pero en esta ocasión visitan las Cárceles, unas estructuras similares a los Palacios pero con la extensión de una ciudad entera.
La principal novedad del juego es la introducción de dos nuevos personajes que se convierten en nuevos miembros de los Ladrones Fantasma: Sophia, una inteligencia artificial que ha perdido sus recuerdos y que se define a sí misma como "una aliada de la humanidad"; y Zenkichi Hasegawa, un oficial de policía designado a la investigación de los misteriosos trastornos de comportamiento que están afectando a la población.

### Resumen de la trama
Ren y Morgana regresan a Tokio para visitar a sus viejos amigos y pasar juntos las vacaciones de verano en un viaje de acampada. Para preparar el viaje, utilizan una nueva aplicación de asistente virtual muy popular llamada EMMA. Mientras están en Shibuya para comprar todo lo necesario, conocen a la nueva ídolo emergente Alice Hiiragi, la cual le entrega a Ren invitación que le insta a introducir la palabra clave “País de las maravillas” en la aplicación EMMA para unirse a su grupo de amigos y participar en un evento especial. Al hacerlo, inesperadamente Ryuji, Morgana y él mismo se ven transportados al Metaverso, a una versión alternativa de Tokio llamada Cárcel, cuyo gobernante (conocido como Monarca) es la Sombra de Alice Hiiragi. Allí también conocen a una IA llamada Sophia, que es capaz de enfrentarse a las Sombras y se une al equipo. Tras escapar, el grupo descubre que EMMA es una aplicación similar al navegador del Metaverso que les permitirá acceder a las Cárceles. Cuando se percatan de que aquellas personas que han sido atacadas por las Sombras en las Cárceles empiezan a comportarse de forma anormal en el mundo real, Ren y sus amigos deciden reinstaurar los Ladrones Fantasma de Corazones.
En ese momento son contactados por Zenkichi Hasegawa, el cual les comunica que se les considera los principales sospechosos de causar estos repentinos cambios de conducta, forzándoles a llegar a un trato con él. A cambio de proporcionarles toda la información necesaria para realizar sus golpes y evitar que sean detenidos, los Ladrones Fantasma deberán ayudarle en su investigación. Tras aceptar a pesar de su desconfianza, el grupo logra tener éxito y consiguen despertar el corazón de Alice, liberando así las mentes de todas las personas bajo su influencia. Sin embargo, Zenkichi les informa que estos sucesos no se limitan sólo a Tokio sino que se extienden por todo el país.
Acompañados por Hasegawa, los Ladrones Fantasma viajan hasta Sendai y Sapporo, robando los corazones corruptos de los Monarcas de las Cárceles. Durante el viaje, conocen a Kuon Ichinose, una investigadora especializada en inteligencia artificial y la creadora original de EMMA, y acceden a colaborar con ella después de que esta descubra su identidad como Ladrones Fantasma. Con su ayuda, el grupo averigua que Maddice, una gran compañía tecnológica propietaria de EMMA, estuvo experimentando con la aplicación en un laboratorio de investigación en Okinawa. El grupo se dirige allí y descubre que el lugar, ahora abandonado, fue utilizado para estudiar la creación de las Cárceles y que el jefe de dichas investigaciones, un hombre llamado Shuzo Ubukata, acabó enloqueciendo y suicidándose a raíz de sus descubrimientos. La información que consiguen encontrar al registrar las instalaciones les revela que el presidente de Maddice, llamado Akira Konoe, está utilizando la aplicación para manipular los corazones de la gente. Konoe actúa en colaboración con Jyun Owada, un político corrupto antiguo colaborador de Masayoshi Shido y que fue el responsable de la muerte de la esposa de Zenkichi, Aoi Hasegawa, en un atropello con fuga. Owada utiliza su posición para ordenar la detención de los Ladrones Fantasma acusándoles falsamente del asesinato Ubukata y de terrorismo por hackear EMMA. Cuando Zenkichi se interpone, permitiendo que el grupo escape, es arrestado por cómplice.
La hija de Zenkichi, Akane Hasegawa, al saber de la detención de su padre, utiliza la aplicación EMMA y se convierte en la Monarca de la Cárcel de Kioto. Acto seguido, envía un mensaje de auxilio a los Ladrones Fantasma. Estos acuden a su llamada pero todo resulta ser una trampa y son capturados por la Sombra de Akane, con excepción de Futaba. La chica consigue escapar y pedirle ayuda a Zenkichi, que ha sido puesto en libertad gracias a Sae Nijima, el cual se enfrenta a la Sombra de su hija, despertando a su Persona, Valjean, en el proceso. Con sus nuevas facultades para enfrentarse a las Sombras, Zenkichi se une formalmente a los Ladrones Fantasma.
Tras salvar a Akane y gracias a la ayuda de Ichinose, el grupo consigue reunir la información necesaria sobre EMMA y Madicce para poder acceder a la Cárcel de Konoe, en Osaka. Tras despertar con éxito el corazón de Konoe, este es arrestado, EMMA es desactivada y la compañía Madicce se disuelve.
Cuando todo parece haber concluido, la aplicación EMMA vuelve a ponerse en funcionamiento y una nueva Cárcel aparece en Tokio. En su interior se encuentran con Ichinose, que se revela como la mente maestra detrás de todos los incidentes ocurridos y que le vendió su aplicación a Konoe para distribuirla a nivel mundial y determinar los verdaderos deseos de la humanidad. Ella también fue quien creó a Sophia como un prototipo de EMMA pero la descartó al considerarla defectuosa. Ichinose toma entonces el control de Sophia y le ordena atacar a los Ladrones Fantasma. Sin embargo, gracias el vínculo que ha forjado con ellos en el tiempo que han estado juntos, Sophia consigue rechazar las instrucciones de su creadora y despertar a su Persona, Pandora. Tras vencer a Ichinose y convencerla de renunciar a EMMA, descubren que la auténtica entidad que se oculta tras la aplicación es el Falso Dios Demiurgo, el cual cree que el mayor deseo de la humanidad es vivir en un mundo libre de maldad y sufrimientos y utiliza su poder para hacer que la gente renuncie a sus deseos y llevarlos hasta la Tierra Prometida. Gracias a la ayuda de Ichinose, Futaba consigue hackear el servidor central de EMMA, permitiendo a los Ladrones Fantasma enfrentarse al falso dios y derrotarlo.
Tras la caída de Demiurgo, la aplicación EMMA es definitivamente desconectada y las Cárceles son eliminadas de la existencia. Finalmente, Owada y sus colaboradores son arrestados gracias al testimonio de Konoe, Zenkichi regresa con su hija a Kioto y Sophia decide quedarse con Ichinose para aprender más sobre la humanidad. Con su misión concluida, los Ladrones Fantasma se disuelven nuevamente con la promesa de que, tarde o temprano, se volverán a encontrar.

## Sistema de juego
La jugabilidad de Persona 5 Strikers es una combinación de los videojuegos hack and slash con los juegos la saga Persona
De un modo similar a los otros juegos de la saga, el protagonista es capaz de utilizar múltiples Personas, las cuales podrán llevarse a la Habitación Terciopelo para fusionarse y crear nuevas Personas. El sistema de Confidentes de Persona 5 ha sido sustituido por el sistema VÍNCULO, el cual proporciona ventajas y bonificaciones en batalla. Es posible incrementar el nivel del VÍNCULO ganando batallas e interactuando con los compañeros del grupo en el mundo real.
Los jugadores pueden conformar un equipo de hasta cuatro personajes, siendo el protagonista el único miembro insustituible. Fuera de las fases de batalla, el jugador puede intercambiar libremente a los personajes activos por los otros personajes en la reserva. En el mundo real, el protagonista es el único personaje jugable pero en el Metaverso, los jugadores podrán controlar a cualquiera de los otros personajes. 
El sistema de exploración de mazmorras es similar al de Persona 5, pudiendo elegir entre realizar una infiltración sigilosa o una confrontación directa y teniendo que resolver distintos puzles para avanzar. La habilidad “Tercer Ojo” se ha recuperado para este juego así como el Medidor de Alerta. Nuevamente, si el nivel de alerta en una mazmorra alcanza el 100%, el jugador se verá obligado a abandonarla pero, a diferencia de los anteriores títulos de la saga, este hecho no provoca el paso del tiempo en el juego y generalmente no afecta negativamente al desarrollo de la aventura.
Las batallas tienen lugar mediante combates en tiempo real, pudiendo iniciarlas mediante un ataque sorpresa para obtener ventaja. Sin embargo, los jugadores podrán pausar la batalla para acceder a un menú táctico de comandos desde el que utilizar las habilidades de las Personas. Si el equipo causa un gran daño al enemigo o utiliza un ataque al cual es débil, este quedara aturdido permitiendo utilizar un Ataque Combinado (All-Out Attack) y provocar un daño todavía mayor. El grupo podrá incrementar su arsenal de movimientos a medida que vaya derrotando a más enemigos. Si todos los miembros del equipo activos quedan incapacitados, el juego finaliza.

## Desarrollo
El desarrollo de Persona 5 Strikers empezó en septiembre de 2016, coincidiendo con el lanzamiento de Persona 5 en Japón, siendo el nombre original del proyecto "Persona Warriors". El juego fue desarrollado conjuntamente por los estudios Omega Force de Koei Tecmo y P-Studio de Atlus. La producción corrió a cargo de Daisuke Kaneda y Kenichi Ogasagawa, con música compuesta por Atsushi Kitajoh, Gota Masuoka y Ayana Hira.

## Lanzamiento
Persona 5 Strikers se anunció por primera vez en diciembre de 2018 con el nombre de "Persona 5 S", siendo presentado al completo en abril de 2019. La demo del juego fue lanzada en las PlayStation Store y Nintendo eShop japonesas el 6 de febrero de 2020.
El juego fue lanzado en Japón el 20 de febrero de 2020 para PlayStation 4 y Nintendo Switch, mientras que su lanzamiento en Occidente se produjo un año después, el 23 de febrero de 2021, junto con la versión para Microsoft Windows. La versión occidental contaría con el doblaje en japonés e inglés y subtítulos en español, francés, alemán e italiano, además de inglés, al igual que lo hizo Persona 5 Royal.
Su lanzamiento en Japón contó con una exclusiva edición de coleccionista para ambas plataformas llamada “Treasure Box” que incluía una copia del juego, un libro de arte, la banda sonora completa, un Blu-ray con detalles de la creación de los temas musicales, una toalla de Morgana y una bolsa de mano.
En occidente, la edición estándar del lanzamiento, disponible en PS4, Nintendo Switch y PC (en formato digital a través de Steam), incluía, además del juego, la banda sonora digital con más de 40 canciones, un libro de arte digital y un vídeo entre bambalinas sobre el desarrollo y otros detalles de la producción. En Steam también se lanzó una Digital Deluxe Edition que incluía además el paquete "Persona Legacy BGM & All-Out Attack", que permitía el acceso anticipado al juego el 19 de febrero de 2021 y añadía algunos elementos cosméticos. La cadena de tiendas BestBuy ofreció una edición con caja metálica sólo para la versión de Nintendo Switch y bajo reserva previa exclusiva para Estados Unidos. Por otra parte, los jugadores que reservaron el juego en las cadenas de tiendas GameStop y Game recibieron un pin de Joker.

## Recepción

### Crítica
Según Metacritic, Persona 5 Strikers recibió críticas generalmente favorables, siendo la más destacada la versión para PlayStation 4.

### Ventas
Persona 5 Strikers vendió 162,410 copias durante su primera semana en Japón, con 115.995 unidades en formato físico para PlayStation 4 y 46.415 cartuchos para Nintendo Switch. En julio de 2020, Atlus anunció que las ventas de Persona 5 Strikers habían alcanzado las 480.000 copias. En abril de 2021, Atlus anunció que las ventas del juego, contando tanto en formato físico como en digital, habían superado los 1,3 millones de copias en todo el mundo entre todas sus versiones.